# Hawarden (Saskatchewan)
Hawarden je vesnice v kanadské provincii Saskatchewan.

## Demografie
Podle kanadského sčítání lidu z roku 2006 mělo Hawarden 75 obyvatel žijících v 43 příbytcích. Od roku 2001 jich přibylo 31,6%. Střední věk činil 35,7 roku (u mužů 43,5 a u žen 32,5).